# Europska pučka stranka
Europska pučka stranka (engl. European People's Party, kratica EPP) je najveća europska politička stranka osnovana 1976. godine okupljanjem nekolicine demokršćanskih stranaka. Naknadno su se članstvu pridružile neke liberalno-konzervativne stranke i druge stranke desnoga centra.
Od 1999. godine EPP ima većinu u Europskome parlamentu, a od 2002. i u Europskome vijeću. Najveća je stranka i u Europskoj komisiji čiji je član i trenutna predsjednica Europske komisije, Ursula von der Leyen. Stranka također ima većinu u Parlamenarnoj skupštini Vijeća Europe. Dana 31. svibnja 2022., stranka je za predsjednika izabrala Manfreda Webera, prijašnjeg vođu stranke u Europskom parlamentu.
EPP okuplja najveće stranke desnice poput njemačke Kršćansko-demokratske unije (CDU), francuske Zajednice narodnog pokreta (UMP), španjolske Narodne stranke (PP), poljske Građanske platforme (PO), Hrvatske demokratske zajednice (HDZ), a ima stranke-članice u gotovo svim zemljama EU.

## Povijest
Prema podatcima s EPP-ove internetske stranice, EPP je "obitelj političkog desnog centra, čiji korijeni sežu duboko u povijest civilizacije i europskog kontinenta i koja je predvodila 'Europski projekt' od njegovog početka".

EPP je osnovana 8. lipnja 1976. godine u Luksemburgu uz posebno zalaganje Jeana Seitlingera, ondašnjeg belgijskog premijera Lea Tindemansa - koji je postao prvi predsjednik stranke - i kasnijeg belgijskoga premijera i predsjednika EPP-a, Wilfrieda Martensa.
Važan trenutak se dogodio u kasnim 90-ima, kada je finski političar Sauli Niinistö ispregovarao spajanje Europske demokratske unije (EDU) s EPP-om. U listopadu 2002., EDU je prestao sa svim aktivnostima nakon što se i formalno priključio EPP-u na posebnom događaju u Estorilu, Portugalu. Kao priznanje za njegove zasluge Niinistö je izabran za počasnog predsjednika EPP-a iste godine.
EPP je imala 7 predsjednika:
- Leo Tindemans, (1976–1985)
 Belgija
- Piet Bukman, (1985–1987)
 Nizozemska
- Jacques Santer, (1987–1990)
 Luksemburg
- Wilfried Martens, (1990–2013)
 BelgijaEPP Kongres u Bonnu, 2009. godine
- Joseph Daul, (2013–2019)
 Francuska
- Donald Tusk, (2019–2022)
 Poljska
- Manfred Weber, (2022-)
 Njemačka

## Politički program

### Politička stajališta i program
Tijekom kongresa u Bukureštu 2012. Europska pučka stranka je modernizirala svoju političku platformu nakon 20 godina (EPP-ov kongres u Ateni 1992.) i potvrdila novi politički manifest u kojemu sažimlje glavne vrijednosti i političke smjernice.
Među vrijednostima su istaknute sljedeće:
- Sloboda kao temeljno ljudsko pravo neodvojiva od odgovornosti
- Poštovanje tradicija i slobodnog povezivanja
- Solidarnost za pomaganje potrebitima koji se jednako tako moraju potruditi popraviti svoje stanje
- Osiguravanje odgovornih javnih financija
- Očuvanje zdravog okoliša
- Supsidijarnost
- Pluralistička demokracija i socijalna tržišna ekonomija

Manifest opisuje EPP-ove prioritete za EU:
- Europska politička unija
- Direktan izbor predsjednika Europske komisije
- Dovršavanje jedinstvenog europskog tržišta
- Promicanje obitelji, poboljšanje obrazovanja i zdravstvenog sustava
- Jačanje zajedničke imigracijske i politike azila i integracija imigranata
- Nastavak proširenja EU-e, osnaživanje europske politike susjedstva i nuđenje posebnog okvira za međusobne odnose zemljama koje ne mogu ili ne žele pristupiti EU-i
- Definiranje zajedničke energetske politike EU-e
- Jačanje europskih političkih stranaka

### Izborni program
Kao središnji dio svoje kampanje za europske izbore 2009., EPP je na svom kongresu u Varšavi 2009. godine iznijela svoj "Izborni manifest" koji poziva na sljedeće:
- Stvaranje novih radnih mjesta. Nastavak reforme i investiranja u obrazovanje, doživotno školovanje i zaposlenje, kako bi se stvorile mogućnosti za svakoga.
- Izbjegavanje protekcionizma. Fiskalna i monetarna politika moraju biti koordinirane.
- Povećanje transparentnosti i nadzora financijskih tržišta.
- Pretvaranje Europe u vodeće tržište zelene tehnologije.
- Povećanje udjela obnovljivih energija do najmanje 20% udjela među raznolikim vrstama energije do 2020.godine.
- Obiteljski orijentirana fleksibilnost za zaposlene roditelje. Treba se osigurati bolja skrb za djecu, implementacija obiteljski orijentirane fiskalne politike te poticanje roditeljskog dopusta.
- Europa treba naći strategiju za privlačenje obrazovanih radnika iz ostatka svijeta kako bi europska ekonomija postala kompetitivnija, dinamičnija i vođena znanjem.

## Upravljanje
Predsjedništvo je izvršni organ stranke. Odlučuje o općim političkim smjernicama EPP-a i predsjeda njezinom Političkom skupštinom. Predsjedništvo se sastoji od predsjednika, deset potpredsjednika, počasnih predsjednika, glavnog tajnika i blagajnika. Predsjedavajući skupine EPP-a u Europskom parlamentu, predsjednici Komisije, Parlamenta i Vijeća, te visoki predstavnik (ako su članovi stranke članice EPP-a) su po službenoj dužnosti potpredsjednici.
Od 1. lipnja 2022. Predsjedništvo EPP-a je (potpredsjednici prema redoslijedu glasova primljenih na Kongresu EPP-a u Rotterdamu):
- Manfred Weber – Predsjednik (član EP, ujedno vođa EPP-a u EP)
- Thanasis Bakolas – Glavni tajnik
- Mariya Gabriel – Potpredsjednica (EU povjerenica)
- Esther de Lange – Potpredsjednica (članica EP)
- Johannes Hahn – Potpredsjednik (EU povjerenik)
- Siegfried Mureșan – Potpredsjednik (član EP)
- Dubravka Šuica – Potpredsjednica (EU povjerenica)
- Petteri Orpo – Potpredsjednik
- David McAllister – Potpredsjednik (član EP)
- Andrzej Halicki – Potpredsjednik (član EP)
- Antonio Tajani – Potpredsjednik (član EP)
- Esteban González Pons – Potpredsjednik (član EP)
- Paulo Rangel – Blagajnik (član EP)
- Ursula von der Leyen – Ex officio Potpredsjednica (presjednica Europske komisije)
- Roberta Metsola – Ex officio Potpredsjednica (predsjednica Europskog parlamenta)
- Sauli Niinistö – počasni predsjednik (predsjednik Finske)

## U institucijama Europske unije
EPP trenutačno drži vodeću poziciju u dvjema glavnim institucijama EU-a: Europsku komisiju predvodi predsjednik José Manuel Barroso (PSD), Europsko vijeće predvodi Herman Van Rompuy (CD&V).

### Europsko vijeće
Sljedeći su predsjednici država ili vlada u Europskom vijeću čije stranke pripadaju EPP-u:
- Angela Merkel (Njemačka, CDU)
- Donald Tusk (Poljska, PO)
- Frederik Reinfeldt (Švedska, MSP)
- Yves Leterme (Belgija, CD&V)
- Jean-Claude Juncker (Luksemburg, CSV)
- Emil Boc (Rumunjska, PD-L)
- Viktor Orbán (Mađarska, Fidesz)
- Iveta Radičová (Slovačka, SDKU-DS)
- Andrius Kubilius (Litva, TS-LKD)
- Valdis Dombrovskis (Latvija, V)
- Lawrence Gonzi (Malta, PN)
- Enda Kenny (Irska, FG)

### Europska komisija
EPP je tijekom svoje kampanje za europske izbore 2009, ponovno nominirao Josea Manuela Barrosa kao svog kandidata za predsjednika Europske komisije. Kako je EPP dobio izbore nominacija je dobila potvrdu Europskog vijeća, a Jose Manuel Barroso je izabran uz apsolutnu većinu u Europskom parlamentu na mjesto predsjednika Europske komisije po drugi put.
27. studenog 2009. Barroso oformljava komisiju pod nazivom 'Barroso II Commission' koja uključuje 13 od ukupno 27 povjerenika iz EPP-ove obitelji. U siječnju 2010. godine Rumianu Jelevu zamijenila je Kristalina Georgieva:
- Jose Manuel Barroso: Predsjednik
- Viviane Reding: Pravo, temeljna prava i državljanstvo. Potpredsjednica komisije
- Antonio Tajani: Industrija i poduzetništvo. Potpredsjednik komisije (također potpredsjednik EPP-a)
- Michel Barnier: Unutrašnje tržište i usluge (također potpredsjednik EPP-a)
- Dacian Ciolos: Poljoprivreda i ruralni razvoj
- John Dalli: Zdravlje i potrošačka politika
- Johannes Hahn: Regionalna politika
- Connie Hedegaard: Klimatska djelovanja
- Kristalina Georgieva: Međunarodna suradnja, humanitarna pomoć i odgovor na krizna događanja
- Janusz Lewandowski: Budžet i financijsko programiranje
- Günther Oettinger: Energija
- Andris Piebalgs: Razvoj
- Algirdas Šemeta: Porezi i carinska unija, revizija i mjere protiv zloupotrebe.

### Europski parlament
EPP unutar Europskog parlamenta ima najveću parlamentarnu skupinu - tzv. EPP-ov klub zastupnika - koji čine 265 članova parlamenta. Svi kandidati s lista članica (stranaka) EPP-a, na svim europskim izborima, dužni su pristupiti EPP-ovom Klubu zastupnika u Europskom parlamentu. U trenutnom sazivu parlamenta EPP je jedina euro-stranka koja ima u potpunosti odgovarajući parlamentarni klub. Prema statutu EPP-a, predsjednik EPP-ovog Kluba zastupnika je ex officio potpredsjednik EPP-a.

## Izvan Europske unije
EPP također ima i sedam predsjednika država ili Vlada iz zemalja koje nisu članice Europske unije, to su kao što slijedi: Viola Amherd (Švicarska, Centar), Recep Tayyip Erdoğan (Turska, AKP), Sali Berisha (Albanija, DP), Nikola Gruevski (Makedonija, VMRO-DPMNE), Mikheil Saakashvili (Gruzija, UNM)i Vlad Filat (Moldavija, PLDM).
EPP nadalje ima i parlamentarnu grupu u parlamentarnoj skupštini Vijeća Europe, koju predvodi Luca Volontè (Italija, UDC), i u  OSCE-u, koju predvodi Walburga Habsburg Douglas (Švedska, MSP).
Proteklih godina EPP je razvio bilateralne odnose i izvan Europe i to s glavnim političkim istomišljenicima. S obzirom na svoju transatlantsku orijentaciju, Sjeverna Amerika i odnosi s njom su u centru EPP-ovih međunarodnih aktivnosti. Slijedom toga EPP ima uske veze s International Republican Institute tzv. IRI-em.
EPP je europsko krilo dviju globalnih i multilateralnih organizacija desnog centra: Christian Democrat International (CDI) i International Democrat Union (IDU). EPP je također i član međunarodnog Europskog pokreta.

## Izabrani predstavnici članica (stranaka)

### Europske institucije
Kao što je već spomenuto, EPP trenutno predvodi sve glavne europske institucije:
| Organizacija | Institucija                                    | Broj mjesta |
| ------------ | ---------------------------------------------- | ----------- |
| EU           | Europska komisija                              | 10/27       |
| EU           | Europsko vijeće (Predsjednici Vlada)           | 11/27       |
| EU           | Vijeće Europske unije (Sudjelovanje u Vladama) | 18/27       |
| EU           | Europski parlament                             | 175/705     |
| EU           | Vijeće Europe                                  | 105/318     |
|              |                                                |             |

## Centar za europske studije
S obzirom na reviziju uredbe EU-a o europskim političkim strankama iz 2008. koja je dozvolila osnivanje europskih zaklada povezanih s europskim strankama, EPP je, iste godine, osnovao svoju službenu zakladu, Centar za europske studije (CES). Članice CES-a su 29 nacionalnih zaklada koje su povezane s članicama EPP-a te 16 fizičkih članova. Među njima jest i hrvatska zaklada,  Zaklada hrvatskog državnog zavjeta. Tijekom izborne kampanje 2009. godine, CES je pokrenuo uspješnu web kampanju 'tellbarroso.eu' s ciljem podrške Jose Manuel Barrosu, EPP-ovom kandidatu za predsjednika Europske komisije. Početkom 2014. u čast preminulom predsjedniku Wilfriedu Martensu, njegovo ime dodano je u naziv zaklade, Wilfried Martens Centre for European Studies.

## Članice

### Punopravne članice
Austrija
- Österreichische Volkspartei (ÖVP) (Austrijska narodna stranka)

Belgija
- Flandrija
  - Christen-Democratisch en Vlaams (CD&V) (Krščanski demokrati & Flamanci)
- Valonija
  - Centre Démocrate Humaniste (CDH) (Humanistički demokratski centar)

Bugarska
- Демократи за силна България (Demokrati za snažnu Bugarsku)
- Съюз на Демократичните Сили (Savez za demokratsku silu)
- Граждани за европейско развитие на България (Građani za europski razvoj Bugarske)
- Демократическа партия (DP) (Demokratska stranka)
- Български Земеделски Народен Съюз - Народен Съюз (Bugarski poljoprivredni narodni savez)

Cipar
- Δημοκρατικός Συναγερμός (Demokratski zbor)

Češka
- Křesťanská a demokratická unie - Československá strana lidová (KDU-CSL) (Kršćanska i demokratska unija - Češka narodna stranka)
- TOP09 (TOP09)

Danska
- Det Konservative Folkeparti (KF) (Konzervativna narodna stranka)
- Kristendemokraterne (Krščanski demokrati)

Estonija
- Isamaa ja Res Publica Liit (Savez Pro Patrije i Res Publice)

Finska
- Kansallinen Kokoomus (KOK) (Stranka nacionalne koalicije)

Francuska
- Union pour un Mouvement Populaire (UMP) (Zajednica za narodni pokret)

Njemačka
- Christlich Demokratische Union (CDU) (Kršćansko demokratska zajednica)
- Christlich-Soziale Union in Bayern (CSU) (Kršćansko socijalna unija Bavarske)

Grčka
- Νέα Δημοκρατία (ND) (Nova demokracija)

Hrvatska
- Hrvatska demokratska zajednica (HDZ)
- Hrvatska demokršćanska stranka (HDS)

Mađarska
- Kereszténydemokrata Néppárt (KDNP) (Kršćansko demokratska narodna stranka)

Irska
- Fine Gael (FG)

Italija
- Il Popolo della Libertà (PdL) (Narod slobode)
- Unione di Centro (UdC) (Zajednica centra)
- Popolari per il Sud (Narod za Jug)

Latvija
- Jedinstvo (V) (Vienotība)

Litva
- Tėvynės sąjunga - Lietuvos krikščionys demokratai (TS-LKD) (Domovinska unija – litavski kršćanski demokrati)

Luksemburg
- Chrëschtlech Sozial Vollekspartei (CSV) (Kršćansko-socijalna narodna stranka)

Malta
- Partit Nazzjonalista (PN) (Nacionalna stranka)

Nizozemska
- Christen-Democratisch Appèl (CDA) (Kršćansko demokratski apel)

Poljska
- Platforma Obywatelska (PO) (Građanska platforma)
- Polskie Stronnictwo Ludowe (PSL) (Poljska seljačka stranka)

Portugal
- Partido Social Democrata (PSD) (Socijalno demokratska stranka)
- Centro Democrático e Social - Partido Popular (CDS-PP) (Socijalno demokratski centar - narodna stranka)

Rumunjska
- Partidul Naţional Ţărănesc Creştin şi Democrat (PNŢCD) (Kršćansko-demokratska nacionalna seljačka stranka)
- Partidul Democrat-Liberal (PD-L) (Demokratsko liberalna stranka)
- Uniunea Democrată a Maghiarilor din România (UDMR) (Demokratska zajednica Mađara u Rumunjskoj)

Slovačka
- Slovenská demokratická a kresťanská únia - Demokratická strana (SDKÚ-DS) (Slovačka demokratska i kršćanska zajednica - demokratska stranka),
- Magyar Koalíció Pártja/Strana maďarskej koalície (SMK) (Stranka mađarske koalicije),
- Kresťanskodemokratické hnutie (KDH) (Kršćansko demokratski pokret Slovačke)

Slovenija
- Slovenska ljudska stranka (SLS) (Slovenska ljudska stranka)
- Slovenska demokratska stranka (SDS) (Slovenska demokratska stranka),
- Nova Slovenija Krščanska ljudska stranka (NSi) (Nova Slovenija)

Španjolska
- Partido Popular (PP) (Narodna stranka)
- Unió Democràtica de Catalunya (Demokratska zajednica Katalonije)

Švedska
- Moderata samlingspartiet (M or MSP) (Moderaterna /Umjerena stranka),
- Kristdemokraterna (KD) (Kršćanski demokrati)

### Pridružene članice
Makedonija
- VMRO-DPMNE

Norveška
- Høyre (H) (Konyervativci)

Srbija
- Srpska napredna stranka
- Demokratska stranka Srbije (DSS)
- Г17+ (G17 PLUS)

Švicarska
- Centar

### Promatrači
Albanija
- Partia Demokratike e Shqipërisë (Demokratska stranka Albanije)

Bjelorusija
- Biełaruski Narodny Front (BNF) (Bjeloruski narodni front)
- Abjadnanaja Hramadzianskaja Partyja Biełarusi (AHP) (Ujedinjena građanska stranka Bjelorusije)

Bosna i Hercegovina
- Stranka demokratske akcije (SDA)
- Hrvatska demokratska zajednica Bosne i Hercegovine (HDZBiH)
- Partija demokratskog progresa RS (PDP)

Hrvatska
- Demokratski centar (DC)

Finska
- Suomen Kristillisdemokraatit (KD) (Finski kršćanski demokrati)

Gruzija
- Ertiani Natsionaluri Modzraoba (ENM) (Ujedinjeni nacionalni pokret)

Italija
- Südtiroler Volkspartei (Južno tirolska narodna stranka)

Moldova
- Partidul Popular Creştin Democrat (Kršćansko demokratska narodna stranka)
- Partidul Liberal Democrat din Moldova (Liberalno demokratska stranka Moldavije) [nedostaje izvor]

Norveška
- Kristelig Folkeparti (KrF) (Krščanska narodna stranka)

San Marino
- Partito Democratico Cristiano Sammarinese (PDCS) (Kršćansko demokratska stranka San Marina)

Srbija
- Vajdasági Magyar Szövetség (VMSZ) (Savez vojvođanskih Mađara)

Turska
- Adalet ve Kalkınma Partisi (AKP) (Stranka pravde i razvoja)

Ukrajina
- Народний Союз «Наша Україна» (NSNU) (Narodna zajednica "Naša Ukrajina")
- Народний Рух України (Rukh) (Narodnyi Rukh Ukrajiny, Narodni pokret Ukrajine)
- Всеукраїнське об'єднання "Батьківщина" (Vseukrayins'ke Obyednannya Bat’kivshchyna - Sveukrajinska zajednica "Domovina")

## Posebne asocijacije unutar EPP-a
- Mladež Europske pučke stranke (Youth of the European People's Party, YEPP), politički podmladak stranke
- Europski demokratski studenti (European Democrat Students, EDS), studentska organizacija
- Unija malih i srednjih poduzetnika (Small and Medium Entrepreneurs Union, SME UNION)
- Europska unija demokršćanskih radnika (European Union of Christian Democratic Workers, EUCDW)
- Žene Europske pučke stranke (EPP WOMEN)
- Europska umirovljenička unija (European Seniors Citizens Union, ESU)

## Vanjske poveznice
- European People's Party službene stranice
- EPP-ED Group[neaktivna poveznica] službene stranice Kluba zastupnika